# Мангровый древесный вьюрок
Мангровый древесный вьюрок (лат. Camarhynchus heliobates) — редкая птица из семейства танагровых. Эндемик Галапагосских островов.

## Описание
Оперение верхней части тела сероватого цвета, а брюхо оливкового цвета. У мангрового древесного вьюрка округлая форма крыльев и закруглённый хвост.

## Распространение
Вид обитает только на галапагосском острове Исабела.

## Питание
Мангровый древесный вьюрок питается крупными насекомыми, их личинками, часто используя для этого инструменты. Он берёт в клюв веточки или шипы и копает ими в поисках личинок или опарышей.

## Природоохранный статус
Вид находится под угрозой вымирания. Его популяция насчитывает от 20 до 40 взрослых особей.